# Jean-Yves Raimbaud
Jean-Yves Raimbaud (né le 27 février 1958 à Évreux et décédé le 28 juin 1998 à Montrouge) est un dessinateur français, créateur notamment des séries télévisées d'animations Les Zinzins de l'espace et Oggy et les Cafards.

## Biographie

### Débuts et Jingle
Jean-Yves Raimbaud est né à Évreux le 27 février 1958. À 14 ans, il abandonne ses études au profit d'une formation de peintre. C'est ainsi qu'il fait ses débuts en dessin, même si au départ il ne dessine principalement que des panneaux publicitaires. En 1975, il entre dans un petit studio d'animation à Burbank (États-Unis) nommé Diffusion information communication (DIC) créé par le Français Jean Chalopin. C'est là qu'il apprend à fabriquer et réaliser un dessin animé. Dans ce studio, il rencontre des réalisateurs comme Bruno Bianchi (Inspecteur Gadget), Bernard Deyriès (Les Mystérieuses Cités d'or), etc. Dans les années 1980, il participe au lancement de la série Ulysse 31. Il décide alors de poursuivre sa carrière à Paris. Il contribue à la série Il était une fois… l'Espace et Il était une fois… la Vie d'Albert Barillé.
En 1986, Jean-Yves Raimbaud crée son propre studio Jingle avec Christian Masson (publicitaire et producteur). 25 personnes sous-traitent ainsi des séries comme Les Mondes engloutis ou Rahan. Un an plus tard, la société se démarque avec des coproductions comme Mimi Cracra (A2), Virgule (Canal+) ou Les Enfants de la liberté (FR3). 
Il faut attendre 1988 pour que Jingle sorte une série maison : Manu créé par le dessinateur de bande dessinée Frank Margerin. Ainsi, 104 épisodes seront diffusés sur La Cinq dès mars 1990. Le défi de Jean-Yves Raimbaud est de ne pas faire des dessins animés insipides destinés uniquement aux enfants. En 1992, la disparition de la Cinq est la cause de la fermeture de nombreuses sociétés de productions. En 1993, Jingle fait faillite.

### Succès
Cependant, Jean-Yves Raimbaud devient par la suite connu dans le milieu et Gaumont pense à lui pour relancer les films d'Astérix et Lucky Luke produits dans les années 1970. Promu directeur artistique du nouveau studio Gaumont Multimédia, il commence à travailler sur la série Highlander pour M6. En parallèle, il crée la série Les Petites Sorcières, l'histoire de Shérilyne et ses apprenties-sorcières qui utilisent leur pouvoirs magiques pour faire échouer les plans diaboliques d'un homme d'affaires. Cette série est produite par Millésime Productions pour TF1, et elle est très peu vendue en Europe. Jean-Yves Raimbaud ressort une idée qu'il n'avait pu concrétiser à Jingle. L'histoire d'extraterrestres naufragés sur Terre et se réfugiant dans une maison à louer. Avec le scénariste Philippe Traversat, il crée la série Maison à louer, à l'ambiance cartoon des années 1950. Le titre de la série deviendra Les Zinzins de l'espace au moment de sa diffusion sur France 3 en septembre 1997. Contre toute attente, la série est la plus populaire parmi les nouvelles séries arrivées la même année sur la chaîne. Et de plus, elle s'exporte très bien hors de France.
En 1998, Jean-Yves Raimbaud disparaît en ne profitant pas du succès de sa série. Il n'assistera pas non plus à la fin de la production d'Oggy et les Cafards prévu sur France 3 en 1999, dont il avait créé le personnage d'un chat persécuté par trois cafards, le tout dans un style très cartoon.

## Décès
Jean-Yves Raimbaud décède d'un cancer des poumons le 28 juin 1998 à l'âge de 40 ans.

## Filmographie
- 1982 : Il était une fois… l'Espace d'Albert Barillé (storyboard)
- 1988 : Artoon de Jean-Pierre Roda (court métrage d'animation : animateur)
- 1988 : Terre Promise de Ptiluc (réalisateur)
- 1989 : Les Enfants de la Liberté (directeur de l'animation)
- 1990 : Manu (réalisateur)
- 1991 : Spirou et Fantasio (pilote d'une série d'animation ; direction artistique)
- 1993 : Rat's de Ptiluc (pilote d'une série d'animation ; réalisateur)
- 1994 : Highlander (directeur artistique)
- 1997 : Les Petites Sorcières (idée originale ; création des personnages)
- 1997 : Les Zinzins de l'espace (idée originale ; création des personnages ; direction artistique ; scénario d'un épisode en 1997)
- 1998 : Oggy et les Cafards (idée originale ; création des personnages)